# Madáretetés

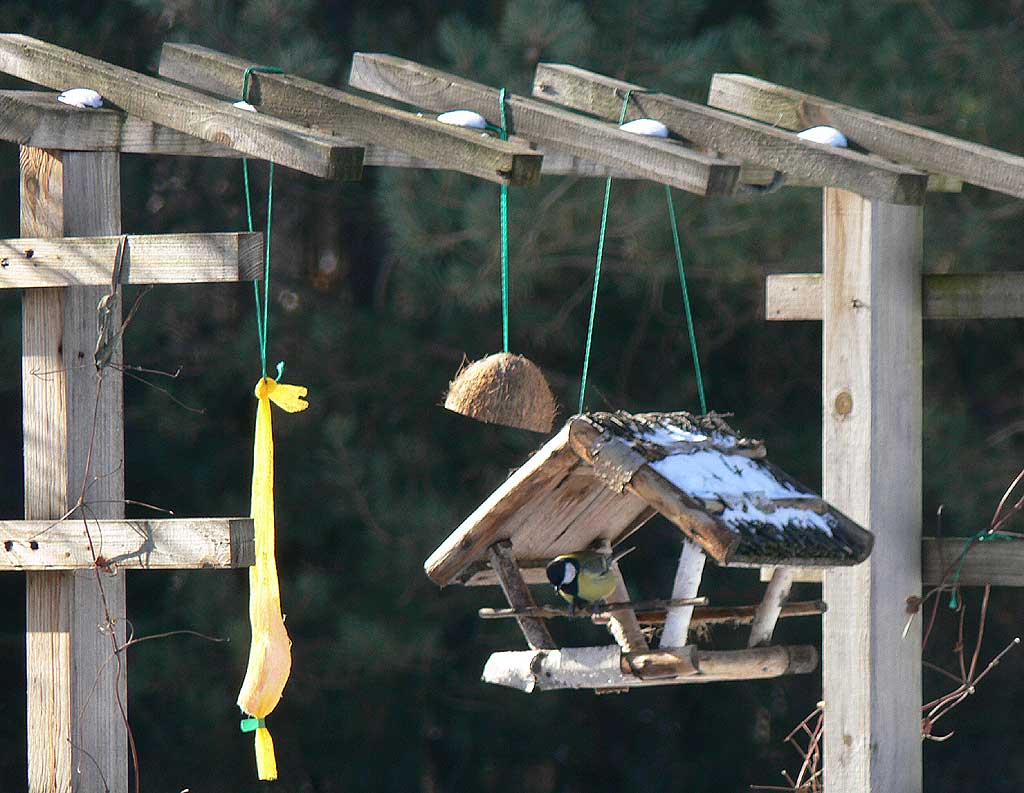
Széncinege madáretetőben

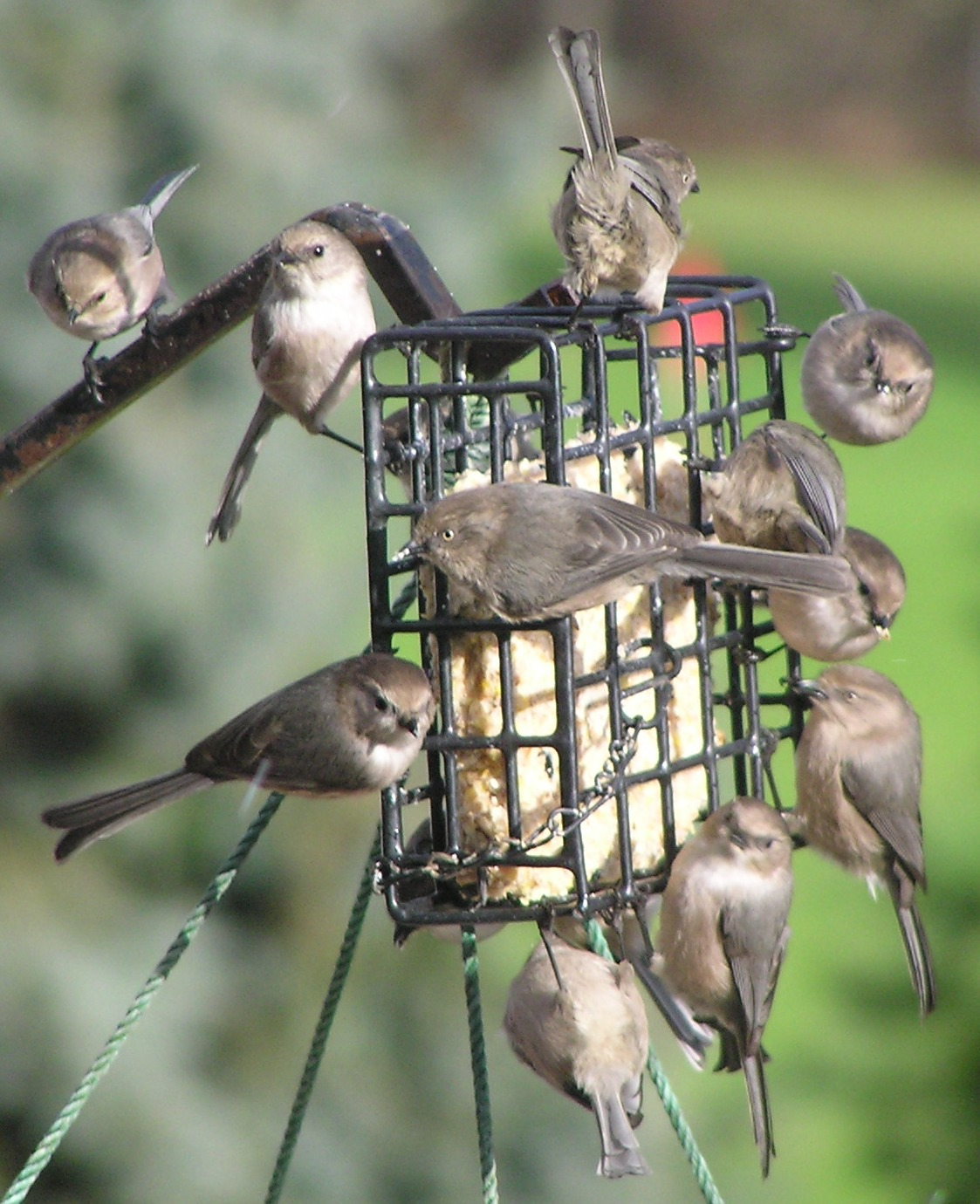
Bozótcinegék

A madáretetés általában a vadon élő madarak etetését jelenti, legtöbbeknek a kis termetű madarak téli etetése jut róla eszébe.

## Madáreleségek
A madarak etetésére használhatunk sótlan szalonnát, zabot, diót, olajos magvakat (napraforgó, földimogyoró, tökmag stb.), almát, répát, bogyókat, kölest, de kiakaszthatunk egy fára boltokban készen kapható madáreleséget vagy félbevágott kókuszdiót is. Elterjedt módszer még, hogy felmelegített faggyúba vagy (fehér) gyertyaviaszba szórnak magokat, és ezt függesztik utána ki egy fára.
Ne tegyünk a madáretetőbe sós szalonnát, kenyeret, mely akár el is pusztíthatja az énekesmadarakat.
Fontos:
Hagyjuk abba az etetést fokozatosan tavaszig, hogy átszokjanak a madarak az etetésről élelemszerzésre (nem madáretetőből), másrészt pedig az öregebb cinegék nem rovart fognak a cinegefiókáknak, hanem magvakat, és ez meg is ölheti a fiókákat! Az etető mellé tegyünk itatót (olyat amibe a kisebb madarak se fulladnak bele), porfürdőt. Egész évben kint lehet az itató, csak ne klóros vagy mikroorganizmusos vizet adjunk nekik, és cseréljük a vizet benne. Akinek csak itatója van, ne csüggedjen, nyáron őt is látogathatják a galambok, cinegék, fekete és fenyőrigók, verebek stb.

## Rendszeresség
Fontos, hogy ha egyszer elhatároztuk, hogy felállítunk egy madáretetőt, akkor - ha a madarak már odaszoktak -  ne hagyjuk abba az etetést tavasz kezdetéig, mert télen a madaraknak nehéz új élelemforrást találni.

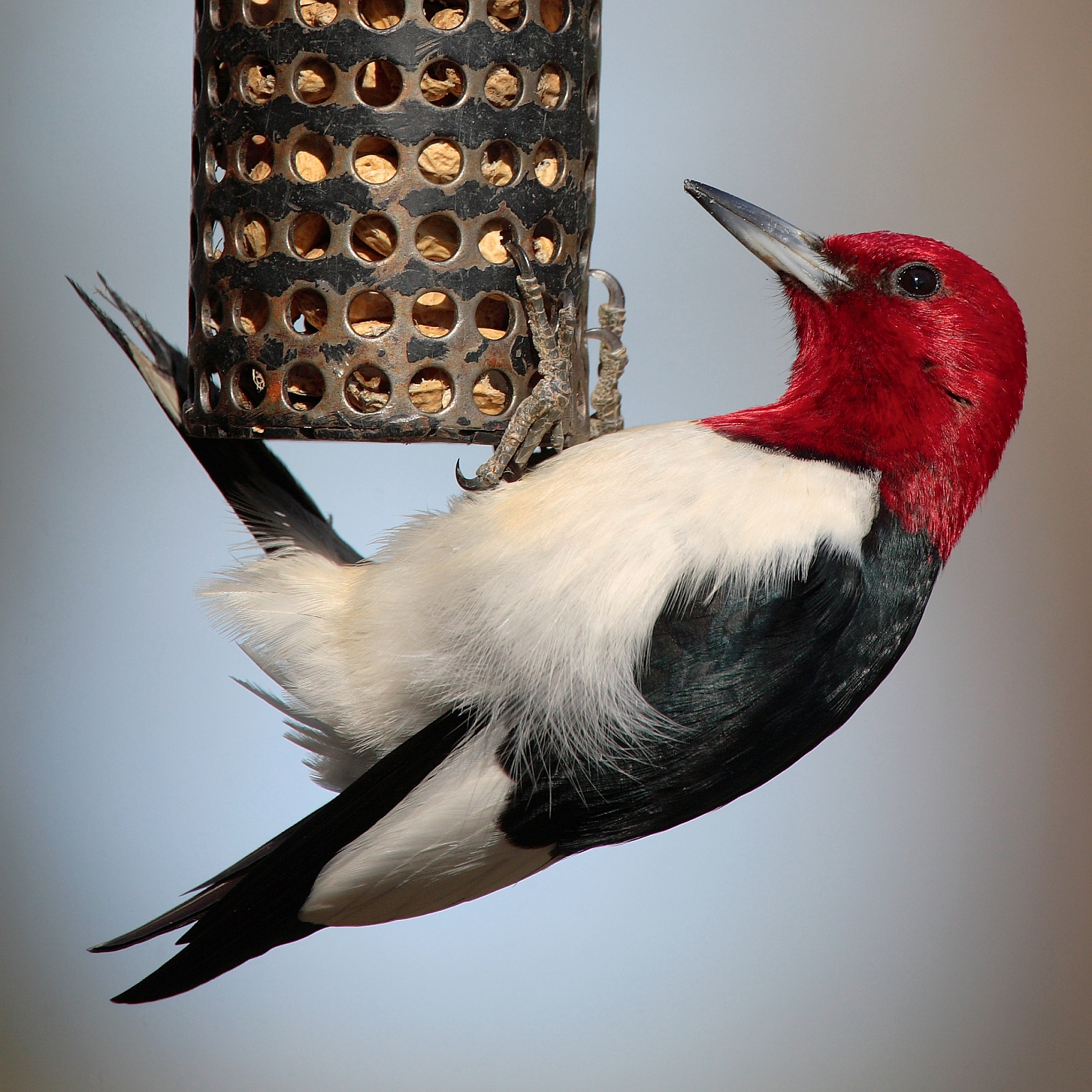
Vörösfejű küllő

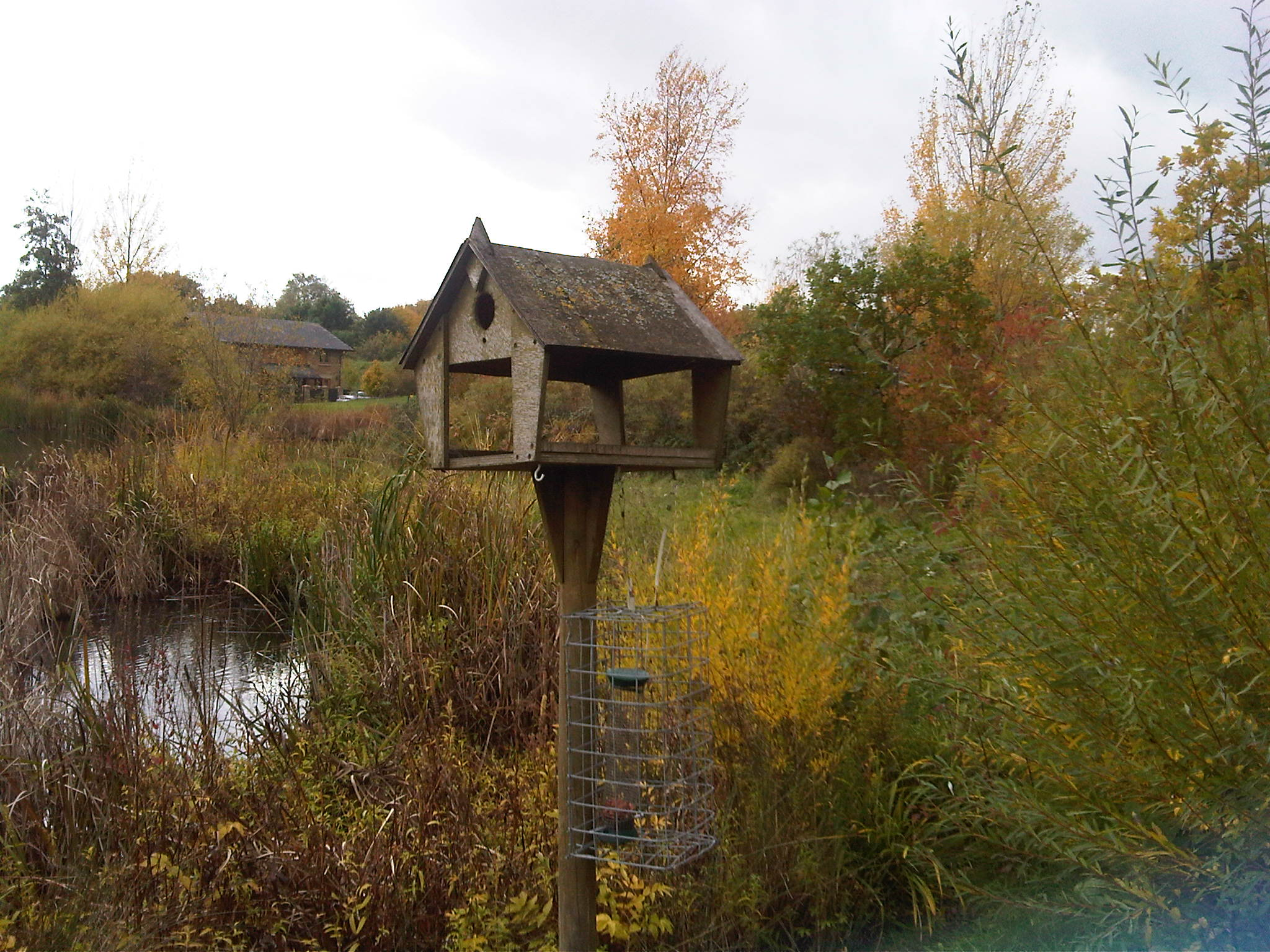
Madáretető

A hótakaró elolvadása után, február vége, március eleje körül fokozatosan csökkenthető a kitett eleség mennyisége, hogy a madarak újra rászokjanak az élelemkeresésre. Az idő melegedésével előjönnek a rovarok, férgek, így a madaraknak már nem lesz szükségük élelemutánpótlásra.

## Milyen madarakra számíthatunk?
Magyarországon lakóhelytől függően felbukkanhatnak az etető környékén pintyek, rigók, cinegefélék, vörösbegy, általában apró termetű madarak. Az ideális madáretetőhely egy bokor vagy fa közelében van (esetleg a bokron vagy fán), hogy a madarak rejtve érezzék magukat - az ajtó vagy ablak elé felakasztott madáretetőre sokkal kevesebb madár mer odarepülni. Az ágak között elrejtőzhetnek a természetes ellenségeik (ragadozómadarak, macska stb.) elől is.